# Liste der Baudenkmale in Witzin
In der Liste der Baudenkmale in Witzin sind alle Baudenkmale der Gemeinde Witzin (Landkreis Ludwigslust-Parchim) und ihrer Ortsteile aufgelistet (Stand: Januar 2021).

## Loiz
| ID | Lage                | Bezeichnung                                 | Beschreibung | Bild |
| -- | ------------------- | ------------------------------------------- | ------------ | ---- |
|    | Lindenweg 7 (Karte) | Hofanlage mit Hallenhaus und Feldsteinmauer |              |      |

## Witzin
| ID | Lage                         | Bezeichnung                      | Beschreibung | Bild   |
| -- | ---------------------------- | -------------------------------- | --- | ------ |
|    | Büdnerstraße 13 (Karte)      | Wohnhaus                         | |        |
|    | Güstrower Chaussee 6 (Karte) | Bauernhof mit 2 Hallenhäusern    | |        |
|    | Kietz 1 (Karte)              | Schule und Nebengebäude          | |        |
|    | Kietz 4 (Karte)              | Pfarrhaus                        | |        |
|    | Kietz 16 (Karte)             | Domänenpächterhaus               | |        |
|    | Friedhof (Karte)             | Taufstein                        | |        |
|    | Friedhof                     | Grabplatte L. Peters (18. Jh.)   | |        |
|    | Friedhof                     | Grabplatte J.F. Peters (18. Jh.) | |        |
|    | (Karte)                      | Kirche                           | Spätromanische Dorfkirche aus Feldstein vom 13. Jahrhundert; niedriger Turm aus Feld- und Backstein mit achtseitigen, spitzen Turmhelm; nördl. Sakristeianbau; Innen: zweikuppeliges Kreuzrippengewölbe. | Kirche |
|    | Kirchplatz                   | Kriegerdenkmal 1914/18           | |        |
|    | B 104 (östlich des Ortes)    | Meilenstein                      | |        |
|    | B 104 (westlich des Ortes)   | Meilenstein                      | |        |

## Ehemalige Denkmale

### Witzin
| ID | Lage                    | Bezeichnung | Beschreibung | Bild |
| -- | ----------------------- | ----------- | ------------ | ---- |
|    | Büdnerstraße 26 (Karte) | Wohnhaus    |              |      |